# Дорога славы
«Дорога славы» (англ. Glory Road; в некоторых вариантах перевода на русский язык — «Дорога доблести») — роман американского писателя-фантаста Роберта Хайнлайна, сочетающий в себе элементы научной фантастики и фэнтези. Первоначально был опубликован журналом Fantasy & Science Fiction в июле — сентябре 1963 года, в том же году издан уже в твёрдом переплёте.

## Сюжет
Ивлин Сирил Гордон, также известный под различными прозвищами вроде «Флэш» или «Тихоня» (в некоторых переводах романа на русский язык «Блеск» и «Спок»), рядовой 1-го класса армии США, возвращается домой после участия в боевых действиях в неназванном регионе Юго-Восточной Азии. Из-за неразберихи в военном ведомстве Гордону разрешают демобилизоваться с отбытием к месту жительства не в США, а в Германию, где на американской военной базе живут его мать и отчим. Прибыв в Германию и обнаружив, что его родственники совсем недавно перебрались к новому месту службы отчима — на Аляску, Гордон решает остаться на какое-то время в Европе и поселяется во Франции, на небольшом островке Иль-дю-Леван близ Ниццы, где можно жить в палатке почти бесплатно. Его планы на ближайшее будущее: дождаться розыгрыша Ирландского Тотализатора (53 билета которого он выиграл в покер), в надежде, что выигрыш позволит ему оплатить обучение в университете. Однако судьбе было угодно распорядиться по-другому.
В один прекрасный день Гордон встречает на пляже женщину потрясающей красоты, которая скрывается после непродолжительной беседы, даже не назвав своего имени. На следующее утро в нескольких американских газетах ему встречается объявление озаглавленное «ВЫ ТРУС? ТОГДА ЭТО НЕ ДЛЯ ВАС!». Объявление обещает высокооплачиваемую работу, сопряжённую с множеством приключений и опасностей. Получив вырезку с объявлением также по почте, Гордон решает, что это розыгрыш, направленный именно на него и отправляется по указанному адресу. К своему изумлению, Гордон обнаруживает там давешнюю незнакомку с пляжа. Женщина предлагает называть её Стар (англ. star — звезда, в некоторых переводах романа на русский язык «Эстер»), сообщив, что примерно так звучит её имя на родном языке. Когда она спрашивает Гордона, как его называть, тот предлагает ей своё армейское прозвище, полученное из-за шрама на лице: «О, Скар (англ. scar — шрам), думаю, подойдет», Стар слышится «Оскар» и она даёт ему это имя.
Стар предлагает Оскару работу: вернуть похищенный у неё предмет, именуемый «Яйцо Феникса». Вместе с Руфо, человеком лет пятидесяти, которого Стар объявляет слугой Оскара, они непонятным способом перемещаются на планету Невия, где следуя по Дороге славы, встречают множество опасностей, сражаются с разнообразными монстрами и постепенно добираются к цели путешествия: внепространственным Вратам на планету, где хранится похищенное Яйцо. По утверждению Стар, на Невии действуют несколько иные законы физики, из-за чего пользоваться огнестрельным оружием крайне нежелательно. В результате команда Гордона вооружена исключительно саблями, шпагами и луками.
Незадолго до финала путешествия Стар и Оскар женятся. В очередной раз переместившись и проникнув в гигантскую башню, где спрятано Яйцо, проведя свой маленький отряд через лабиринт иллюзий, Оскар сам попадает в ловушку башни — ему кажется, что последний коридор слишком тёмен и узок, чтобы трое могли безопасно пройти по нему. Поэтому он просит друзей дождаться его сигнала, что путь безопасен, и отправляется дальше один. Ему предстоит скрестить оружие с человеком, похожим на Сирано де Бержерака, настоящим мастером фехтования, и победить его. Но дальше Оскара ждёт ещё один противник: «Рождённый Никогда, Пожиратель Душ». Пожиратель погружает его в лабиринт собственных воспоминаний, стремясь убедить, что его путешествие по Дороге Славы, его любовь к Стар — всего лишь яркий сон, привидевшийся ему после ада войны в джунглях. Но Оскару удаётся одолеть последнюю иллюзию и найти Яйцо.
Получив искомое, Стар перемещает отряд в собственный мир, где Оскара ожидает сюрприз: выясняется, что его жена ни больше, ни меньше — Императрица двадцати Вселенных, а выглядящий пятидесятилетним Руфо приходится ей внуком. Таинственное Яйцо Феникса оказывается кибернетическим устройством, содержащим полную запись воспоминаний Императоров и Императриц прошлого, пользуясь которым и руководствуясь опытом предшественников, Императрица может принимать безошибочные решения. Несмотря на юную внешность, Императрица Стар — мать десятков детей и срок её жизни, благодаря специальным процедурам, измеряется столетиями.
Какое-то время Оскар наслаждается новой жизнью в роскоши, в качестве мужа Императрицы. Однако вскоре его одолевает скука, он чувствует себя совершенно бесполезным в этом мире, где его знания и навыки никому не нужны. Когда он спрашивает совета у Стар, та выдаёт ему своё безошибочное решение — у этого мира нет потребности в странствующих рыцарях, таких, как Оскар. Следовательно, он должен уйти, а Стар при всём желании не может сопровождать его — ей потребуется несколько десятилетий, чтобы подготовить своего преемника.
Оскар возвращается домой, стараясь забыть о том, что видел, и жить обычной жизнью. Но мир Земли кажется ему теперь слишком маленьким и тесным, учёба и работа в офисе — невыносимо скучными. Постепенно он начинает сомневаться относительно собственного рассудка, ему начинает казаться, что пережитое им приключение лишь бред спятившего ветерана. В финале он всё же решается отправить сообщение своему другу Руфо и после мучительного ожидания получает от него ответ. Оскар и Руфо вновь отправляются на Невию, по Дороге славы, навстречу новым приключениям.

## Премии и номинации
В 1964 году «Дорога славы» номинировался на литературную премию «Хьюго» в категории «Лучший роман», однако в финале уступил «Пересадочной станции» Клиффорда Саймака.

## Интересные факты
- «Дорога славы» — одна из немногих работ Роберта Хайнлайна, признанного автора «твёрдой» НФ, содержащая в себе элементы «фэнтези». Несмотря на нетипичный для себя жанр, автор привычно «насытил» текст большим количеством технических деталей, в том числе по технике фехтования, с которой Хайнлайн, член команды по фехтованию Военно-морской академии США, был знаком не понаслышке. Кроме того, это произведение можно отнести к поджанру так называемого «планетарного романа» (основным признаком которого является пребывание героя/героев на другой планете, имеющей значительные физические и культурные отличия от нашего мира), самым известным представителем которого является «марсианская» серия Эдгара Берроуза, неоднократно упоминаемая в «Дороге славы».
- В романе ни разу не упоминается страна, в которой воевал Гордон в качестве «военного советника», однако по некоторым деталям не трудно догадаться, что имеется виду война во Вьетнаме, которая в год публикации романа ещё не доросла до стадии полноценной войны и даже именовалась ещё, как с иронией отмечает автор устами своего героя, «мерами по наведению порядка».
- Латинский девиз, выгравированный на клинке Леди Вивамус, сабли Оскара Гордона — «Dum vivimus vivamus» (лат. «Пока живы, будем жить!») традиционно относят к философии эпикурианства.

## Список основных изданий
Издания на английском языке
- 1963, G. P. Putnam’s Sons, твёрдый переплёт
- Январь 1976, Berkley Publishing Group, мягкая обложка, ISBN 0-425-02834-8
- Январь 1976, Berkley Publishing, мягкая обложка, ISBN 0-425-03134-9
- Ноябрь 1977, Berkley Publishing, мягкая обложка, ISBN 0-425-03783-5
- Октябрь 1979, Berkley Publishing, мягкая обложка, ISBN 0-425-04349-5
- Апрель 1982, Berkley Publishing, мягкая обложка, ISBN 0-425-04865-9
- Май 1983, Berkley Publishing, мягкая обложка, ISBN 0-425-06438-7
- Февраль 1984, Berkley Publishing, мягкая обложка, ISBN 0-425-07311-4
- Декабрь 1984, Berkley Publishing, мягкая обложка, ISBN 0-425-08156-7
- Август 1985, Berkley Publishing, мягкая обложка, ISBN 0-425-08898-7
- Август 1986, Berkley Publishing, мягкая обложка, ISBN 0-425-09666-1
- 1 августа, 1991, Ace Books, мягкая обложка, ISBN 0-441-29401-4
- 1 мая, 1993, Baen Books, твёрдый переплёт, ISBN 0-671-72167-4
- 1 января, 1996, Baen Books, мягкая обложка, ISBN 0-671-87704-6
- 1 октября, 1999, Sagebrush, ISBN 0-7857-1328-X
- 1 октября, 2004, Tor Books, твёрдый переплёт, ISBN 0-7653-1221-2

Издания на русском языке
- «Дорога славы», 1992, издательство «Флокс», иллюстрации, твёрдый переплёт, ISBN 5-87198-007-4
- «Миры Роберта Хайнлайна» том 1, 1992, издательство «Полярис», твёрдый переплёт, ISBN 5-88132-001-8
- «Дорога доблести», 2001, издательство «Эксмо-пресс», твёрдый переплёт, ISBN 5-04-007029-2